# Joe Butterworth
Joe Butterworth (Irlanda, 17 ottobre 1910 – Burbank, 15 aprile 1986) è stato un attore statunitense, attivo come attore bambino nel cinema muto americano dal 1920 e il 1927 (tra i 10 e i 17 anni d'età).

## Biografia
Nato in Irlanda, Joe Butterworth, al pari dei fratelli Ernest Butterworth Jr. e Frank Butterworth, è figlio d'arte. Loro padre era l'attore Ernest Butterworth.
Joe comincia la sua carriera di attore bambino nel 1920, in ruoli che gli permettono subito di misurarsi con alcuni dei più famosi attori bambini del momento, come Mary Jane Irving, Gloria Holt, Wesley Barry e Peaches Jackson.
Nel 1923 viene scelto con Ben Alexander come coprotagonista nel film Penrod and Sam. Da allora seguono una serie di film in cui Joe ha ruoli di assoluto rilievo, se non di protagonista, come in The Good Bad Boy (1924).
Nel 1925 interpreta "Mickie" il capo della baby gang rivale di quella capitana da Mary Pickford in Little Annie Rooney.
Joe è ormai adolescente e negli anni seguenti i ruoli cominciano a farsi meno rilevanti. La sua carriera attoriale si interrompe nel 1927 con il raggiungimento dell'età adulta.
Ritiratosi dalla recitazione, Joe Butterworth muore in California nel 1986, all'età di 75 anni.

## Filmografia
- A Woman Who Understood, regia di William Parke (1920)
- Heroes of the Street, regia di William Beaudine (1922)
- Penrod and Sam, regia di William Beaudine (1923)
- North of Nevada, regia di Albert S. Rogell (1924)
- The Good Bad Boy, regia di Edward F. Cline (1924)
- Black Lightning, regia di James P. Hogan (1924)
- Geared to Go, regia di Albert S. Rogell (1924)
- The Narrow Street, regia di William Beaudine (1925)
- Little Annie Rooney, regia di William Beaudine (1925)
- The Earth Woman, regia di Walter Lang (1926)
- Una vendetta nel West (Born to the West), regia di John Waters (1926)
- Il demone dell'Arizona (Arizona Bound), regia di John Waters (1927)
- Una folla di tre persone (Three's a Crowd), regia di Harry Langdon (1927)

## Riconoscimenti
- Young Hollywood Hall of Fame (1920's)